# Lev Mirskij
Lev Mirskij (russisk: Лев Соломо́нович Ми́рский) (født 7. maj 1925 i Moskva i Sovjetunionen, død 6. august 1996 i Moskva i Rusland) var en sovjetisk filminstruktør og skuespiller.

## Filmografi
- Karjera Dimy Gorina (Карьера Димы Горина, 1961)[1][2]
- Dva dnja tjudes (Два дня чудес, 1970)